# Yongsan Garrison

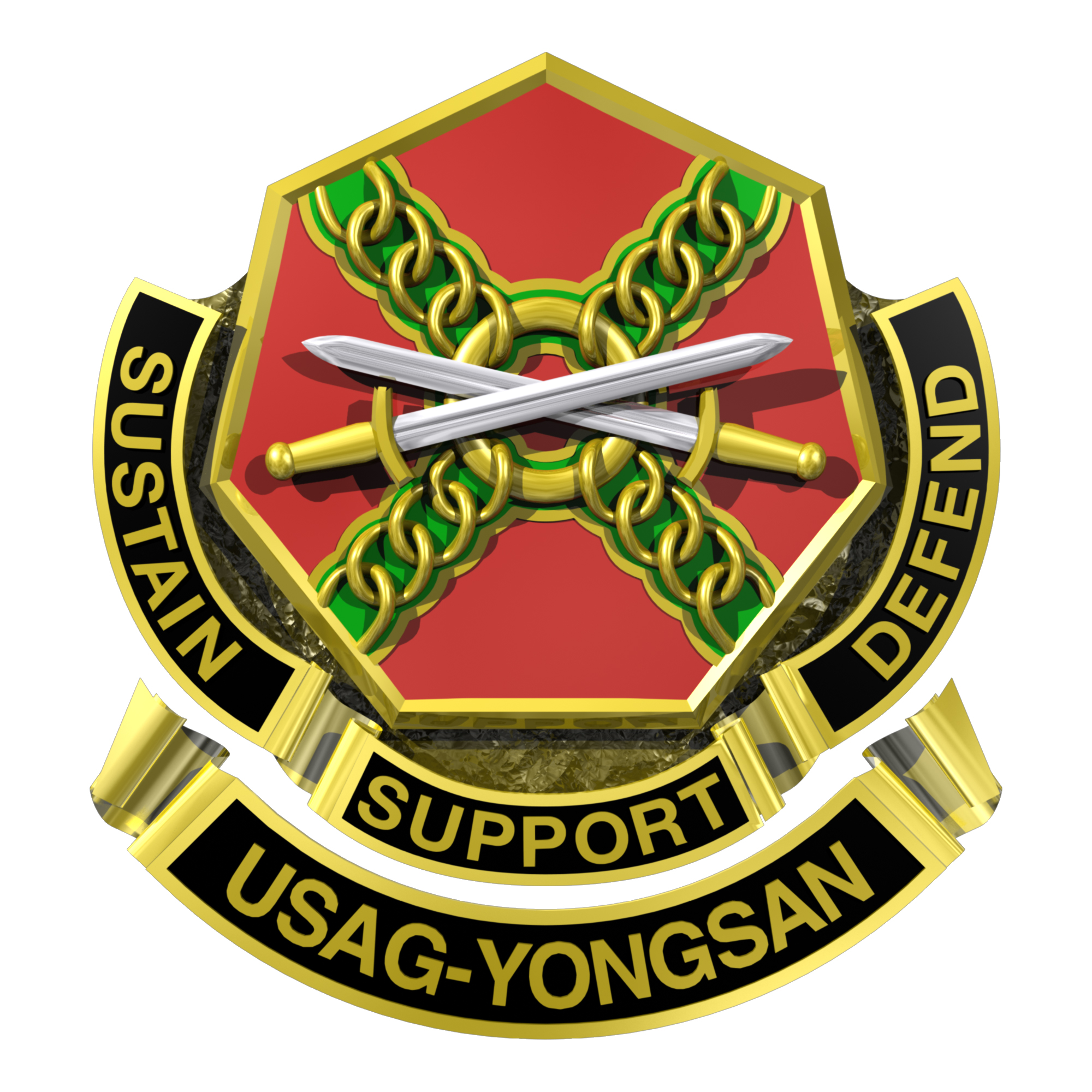
Embleem van het Yongsan Garrison

Het Youngsan Garrison, of voluit United States Army Garrison Yongsan (USAG-Y), is het hoofdkwartier van de Zuid-Koreaanse tak van het Amerikaanse leger. Verder dient het als hoofdkwartier voor het Achtste Amerikaanse leger en de United States Army Installation Management Command Korea Region.

## Achtergrond
Van 1910 tot 1945 was het Youngsan Garrison het hoofdkwartier van een tak van het Japanse Keizerlijke Leger. Daarvoor was het landgoed ook al een militaire uitvalsbasis van verschillende Koreaanse koninkrijken.
Het Youngsan Garrison is gevestigd in Seoul in de regio Yongsan-gu. Het beslaat een gebied van 2,5 vierkante kilometer. In het gebied bevinden zich meerdere faciliteiten zoals restaurants, sportcomplexen, woningen voor zowel militairen als hun familie, een vestiging van de United States Army Family and Morale, Welfare and Recreation Command, een bibliotheek, medische voorzieningen, en een garage. Ruwweg is het Youngsan Garrison onder te verdelen in twee gebieden; de hoofdpost en de zuidelijke post, welke van elkaar zijn gescheiden door een stadsboulevard. Het bevel over Youngsan Garrison is in handen van een U.S. Army Colonel.
In het najaar vindt in het het Youngsan Garrison traditioneel een festival plaats.

## Afbeeldingen

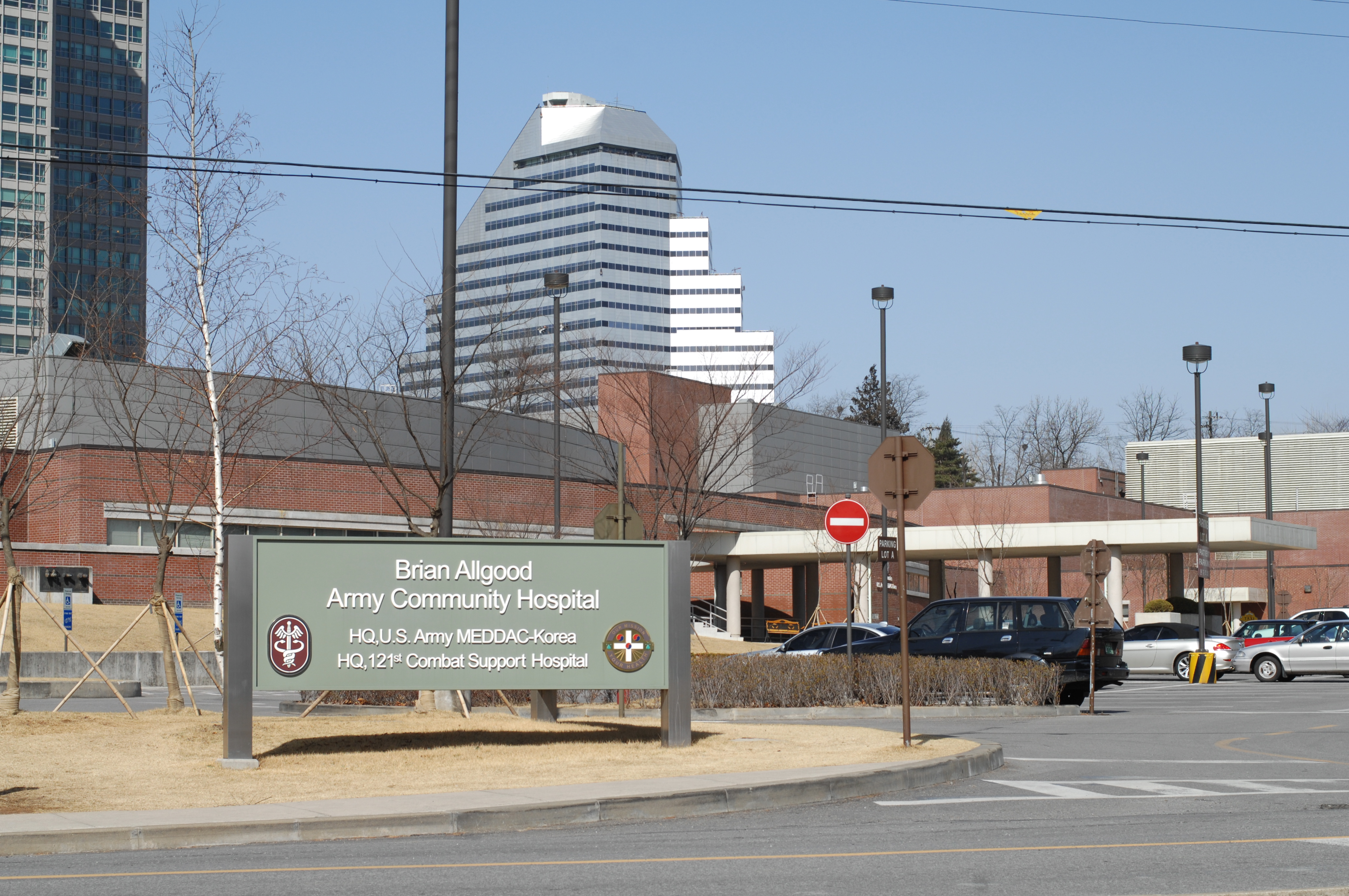
Brian Allgood Army Community Hospital, Yongsan Garrison, maart 2009
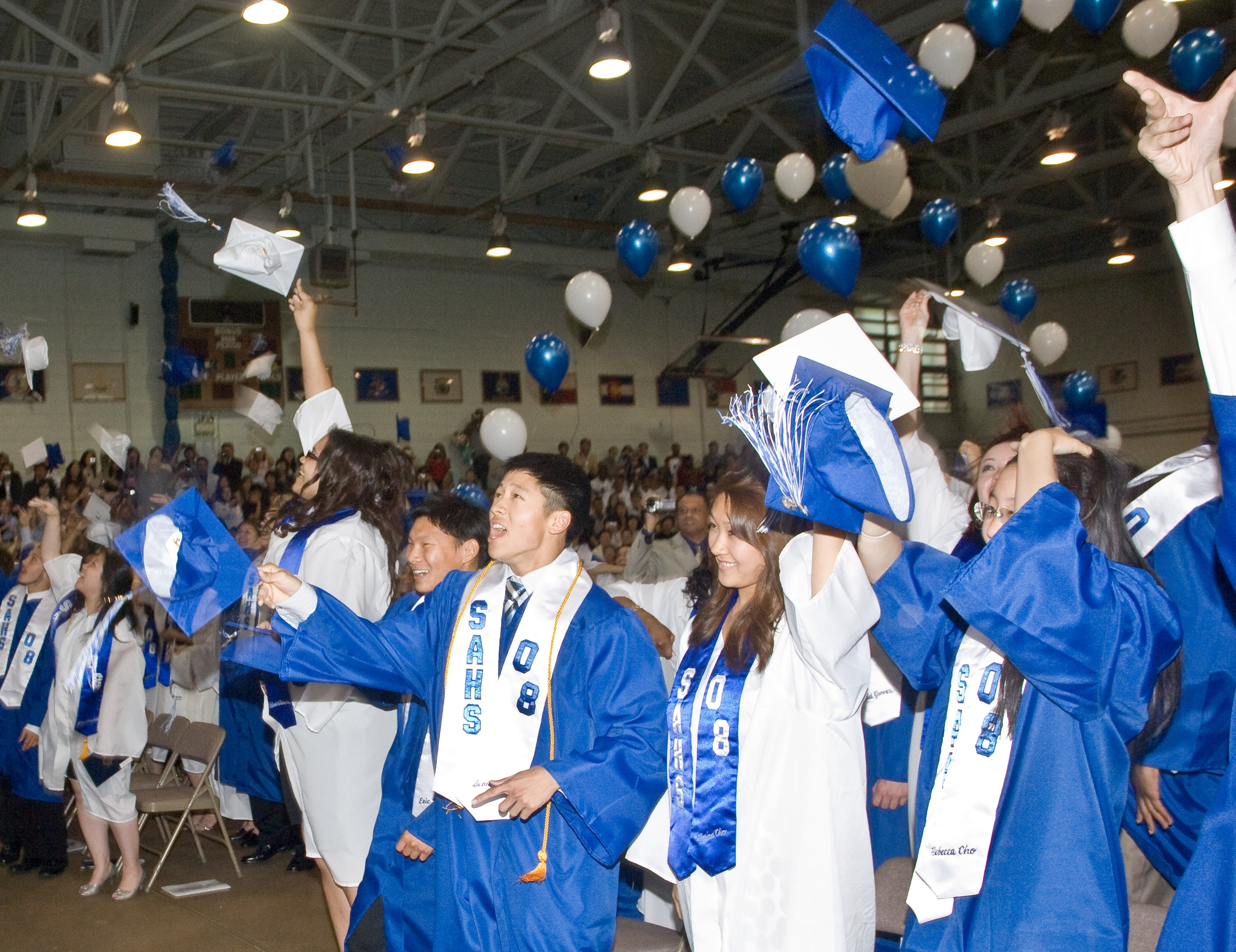
Seoul Amerikaanse afstudeerceremonie in juni 2008
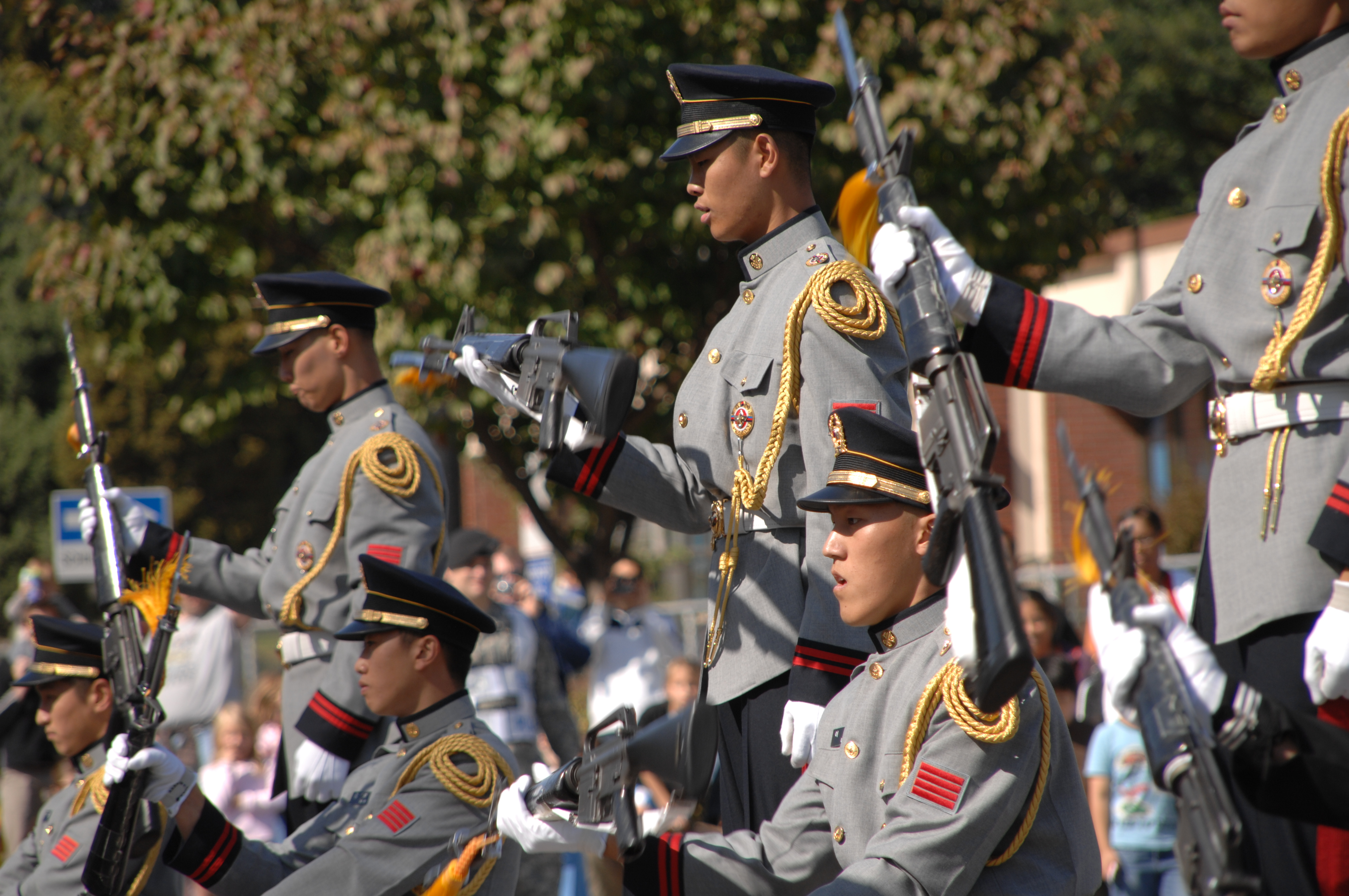
R.O.K. militairen tijdens het najaarsfestival, oktober 2008.
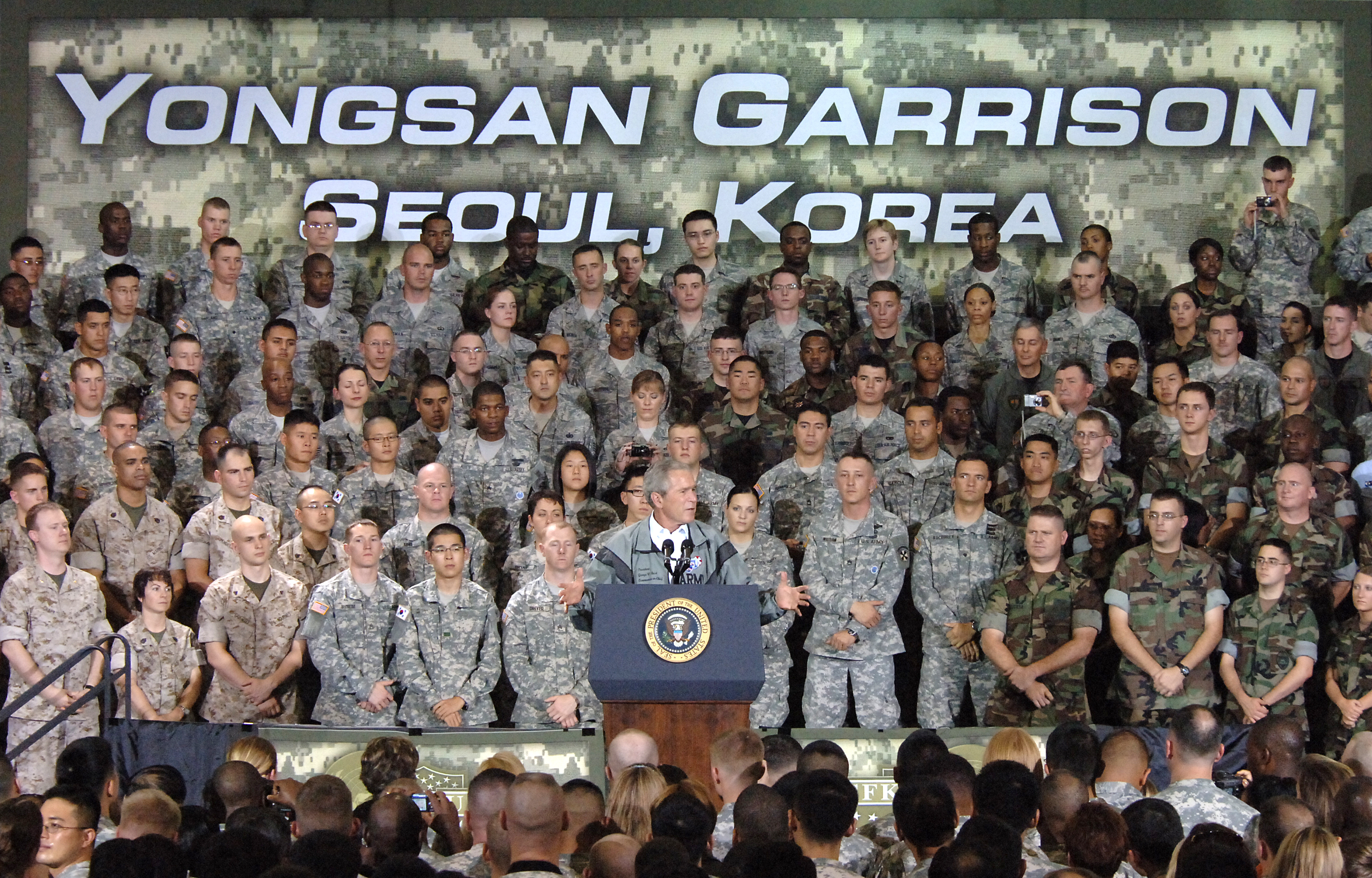
George W. Bush spreekt de militairen op Youngsan Garrison toe, augustus 2008